# Ampithoe auriculata
Ampithoe auriculata is een vlokreeftensoort uit de familie van de Ampithoidae. De wetenschappelijke naam van de soort is voor het eerst geldig gepubliceerd in 1972 door Rabindranath.